# Thomas Burke (Politiker, um 1747)

Thomas Burke

Thomas Burke (* um 1747 in Galway, Irland; † 2. Dezember 1783 im Orange County, North Carolina) war ein amerikanischer Politiker und dritter Gouverneur von North Carolina.

## Frühe Jahre und politischer Aufstieg
Das genaue Geburtsdatum von Thomas Burke ist unbekannt. Man schätzt, dass er um das Jahr 1747 geboren wurde. Er studierte Medizin und wanderte 1764 von Irland in die damalige britische Kolonie Virginia aus. Dort ließ er sich im Accomack County nieder und praktizierte für einige Jahre als Arzt. Dann entschloss er sich zu einem Jurastudium. Nach bestandener Prüfung und seiner Zulassung als Anwalt begann er in Norfolk, Virginia, eine Karriere als Rechtsanwalt. Im Jahr 1771 verließ er Virginia und zog nach Hillsboro in der damaligen britischen Kolonie North Carolina. Von Anfang an war er ein Anhänger der Amerikanischen Unabhängigkeitsbewegung. Er schrieb Pamphlete gegen das britische Stamp Act, welches zum Stein des Anstoßes bei den Amerikanischen Patrioten geworden war. Er war 1775 und 1776 Delegierter auf zwei wichtigen Versammlungen in North Carolina, die den Weg in die Unabhängigkeit vorbereiteten und eine neue Verfassung für North Carolina entwarfen. Im Jahr 1776 wurde er in das Abgeordnetenhaus von North Carolina gewählt. Zwischen 1777 und 1781 vertrat er North Carolina im Kontinentalkongress in Philadelphia. Als die Stadt von den Briten bedroht wurde, schloss er sich den Truppen zur Verteidigung an.

## Gouverneur von North Carolina
Im Juni 1781 trat Gouverneur Abner Nash wegen Differenzen mit dem Abgeordnetenhaus von North Carolina zurück. Das Abgeordnetenhaus wählte daraufhin Thomas Burke zum neuen Gouverneur. Seine Amtszeit war zwar kurz, aber sehr bewegt. Das Hauptproblem war immer noch der Krieg gegen die Briten. Im September fiel Burke in die Hände der Briten, die ihn in der Nähe von Charleston in South Carolina inhaftierten. Dabei handelte es sich um eine Art Ehrenhaft. Auf sein Ehrenwort hin durfte er sich relativ frei bewegen, wurde aber doch des Öfteren von seinen Bewachern misshandelt. Daher traute er den Briten nicht und fürchtete um sein Leben. Aus diesem Grund nutzte er im Januar 1782 eine Gelegenheit zur Flucht. Nach seiner Rückkehr nahm er seine Tätigkeit als Gouverneur von North Carolina wieder auf. Allerdings war seine Flucht gegen sein gegebenes Ehrenwort bei einigen wichtigen Leuten in North Carolina auf Unverständnis gestoßen. Das war ein Grund, warum Thomas Burke im April 1782 nicht zur Wiederwahl antrat.
Nach ihm ist Burke County in North Carolina benannt.

## Lebensende und Tod
Burke hat sich von den Misshandlungen während der Gefangenschaft nie richtig erholt. Hinzu kam die Verweigerung einer Wiederwahl. Sein Gesundheitszustand verschlechterte sich rapide und er starb am 2. Dezember 1783. 